# Hydrophorus dioktes
Hydrophorus dioktes är en tvåvingeart som beskrevs av Hurley 1985. Hydrophorus dioktes ingår i släktet Hydrophorus och familjen styltflugor. Inga underarter finns listade i Catalogue of Life.